# Blackwood (Galles)

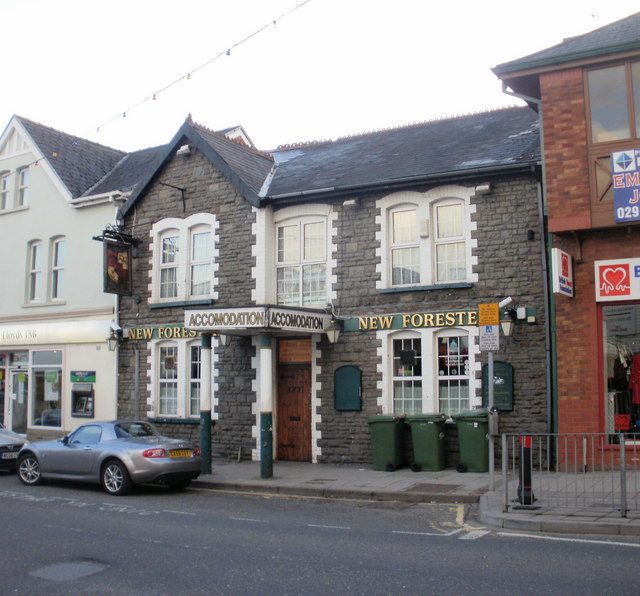
Edifici di Blackwood

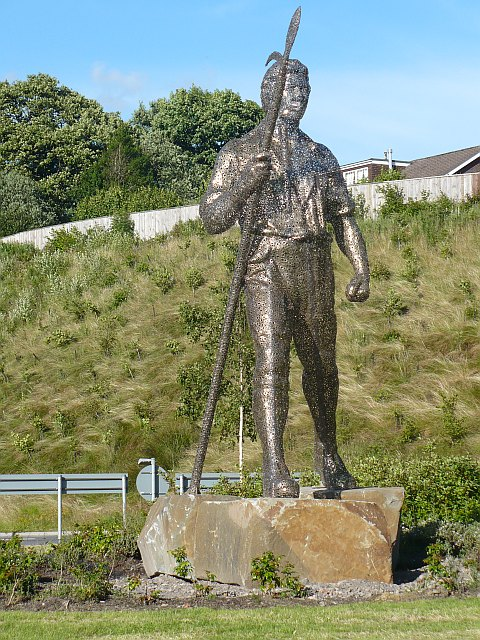
Scultura a Blackwood

Blackwood (in gallese: Coed-duon) è una città (e ward) del Galles sud-orientale, facente parte del distretto di contea di Caerphilly e situata lungo il corso del fiume Sirhowy . Conta una popolazione di circa 24 000 abitanti.

## Geografia fisica
Blackwood si trova a sud del parco nazionale delle Brecon Beacons, a nord-est di Caerphilly e a nord-ovest di Newport.

## Storia
Blackwood ha conosciuto uno sviluppo economico particolare, dato che non è mai diventata un centro minerario come altre città del Galles meridionale.

## Monumenti e luoghi d'interesse

### Architetture religiose

#### Chiesa di Santa Caterina
Tra i principali edifici religiosi di Blackwood, figura la chiesa dedicata a Santa Caterina di Antiochia, un edificio religioso in stile vittoriano eretto nel 1876 ed ampliato nel 1891.
|  |

#### Chiesa battista
Altro edificio religioso degno di nota è la Mount Pleasant Baptist Church, risalente all'epoca vittoriana.

### Architetture civili
Nel 1925, fu aperta a Blackwood una sala biliardo, che nel 1936 comprendeva anche una sala lettura, una sala biliardo, ecc. La sala, chiusa qualche anno dopo, fu riaperta nel 1992 e divenne un teatro.

## Società

### Evoluzione demografica
Al censimento del marzo 2011, Blackwood contava una popolazione pari a 24 042 abitanti, di cui 12 295 (51,1% del totale) erano donne e 11 747 (48,9 del totale) erano uomini.
La località ha conosciuto un incremento demografico rispetto al 2001, quando contava una popolazione pari a 22 210 abitanti.